# Cándido Cárdenas Villalba
Cándido Cárdenas Villalba (* 3. Oktober 1941 in Supucia, Paraguay) ist ein paraguayischer Geistlicher und emeritierter römisch-katholischer Bischof von Benjamín Aceval.

## Leben
Cándido Cárdenas Villalba empfing am 12. Juli 1970 das Sakrament der Priesterweihe.
Am 6. Juli 1998 ernannte ihn Papst Johannes Paul II. zum Bischof von Benjamín Aceval. Der Erzbischof von Asunción, Felipe Santiago Benítez Ávalos, spendete ihm am 20. September desselben Jahres die Bischofsweihe; Mitkonsekratoren waren der Bischof von Carapeguá, Celso Yegros Estigarribia, und der Koadjutorbischof von San Juan Bautista de las Misiones, Mario Melanio Medina Salinas.
Am 16. Juni 2018 nahm Papst Franziskus das von Cándido Cárdenas Villalba aus Altersgründen vorgebrachte Rücktrittsgesuch an.